# Fráguas (Vila Nova de Paiva)
Fráguas is een plaats (freguesia) in de Portugese gemeente Vila Nova de Paiva en telt 279 inwoners (2001).